# 크시슈토프 피옹테크
크시슈토프 피옹테크(폴란드어: Krzysztof Piątek, 1995년 7월 1일 ~ )는 폴란드의 축구 선수로 현재 카타르 스타스 리그의 알두하일에서 공격수로 활동 중이며 폴란드 축구 국가대표팀의 일원으로도 활동 중이다.

## 선수 경력

### 클럽
2012년 레히아 지에르조니우프에서 데뷔하여 2012-13 시즌 리그 6경기에 출전한 뒤 2012-13 시즌을 마치고 자그웽비에 루빈으로 이적하여 2016-17 시즌 중반까지 85경기 18골을 기록하며 2013-14 폴란드컵 준우승, 2014-15 2부 리그 우승 및 1부 리그 승격, 2015-16 엑스트라클라사 3위 및 2016-17년 UEFA 유로파리그 진출 등에 이바지했다.
그리고 2016-17 시즌 중반쯤 KS 크라코비아로 이적 후 65경기 32골을 터뜨리는 맹활약으로 팀의 2시즌 연속 1부 리그 잔류에 기여했으며 2017-18 시즌을 마친 뒤 약 53억원에 이탈리아 세리에 A의 제노아 CFC와 입단 계약을 체결한 후 21경기 19골을 터뜨리는 맹활약을 펼쳤다.
이후 제노아에서의 활약에 힘입어 2019년 1월 23일 471억원의 이적료로 세리에 A의 강호 AC 밀란의 유니폼으로 갈아입은 후 2019-20 시즌까지 41경기 16골을 기록하며 코파 이탈리아 2018-19 4강 진출에 기여했고 특히 밀란이 4강에 오른 코파 이탈리아 2018-19에서 8골을 터뜨리며 대회 득점왕에 오르는 등 2018-19 시즌 11골을 터뜨려 팀내 최다 득점자에 올랐다.
그리고 2020년 1월 약 363억원에 독일 분데스리가의 헤르타 BSC와 입단 계약을 체결하여 현재까지 46경기 12골을 기록하고 있다.

### 국가대표팀
2018년 FIFA 월드컵 본선 예비 35인 엔트리에 이름을 올렸으나 23인 최종 엔트리에는 이름을 올리지 못하며 월드컵 본선 출전이 좌절되었고 같은 해 9월 11일 아일랜드와의 친선 경기에서야 국제 A매치 데뷔전을 치렀다.
그 후 10월 11일 포르투갈과의 2018-19년 UEFA 네이션스리그 A C조 2차전에서 A매치 데뷔골을 신고했으며 현재까지 A매치 통산 18경기 8골을 기록 중이다.

## 수상

### 클럽
자그웽비에 루빈
- 폴란드컵 : 준우승 (2013-14)
- I리가 : 우승 (2014-15)
- 엑스트라클라사 : 3위 (2015-16)

 AC 밀란
- 코파 이탈리아 : 4강 (2018-19)

### 개인
- 코파 이탈리아 득점왕 : 2018-19 (8골)